# PalmSource, Inc.
PalmSource, hoy conocida como ACCESS Systems Americas, Inc., es una filial de la compañía japonesa Access Co., dedicada al desarrollo del sistema operativo para PDA Palm OS. PalmSource se independizó de Palm Computing, Inc.
Palm OS se ejecuta en 38 millones de dispositivos que se han vendido desde 1996 por fabricantes de hardware como Palm, Inc., Samsung, IBM, Aceeca, AlphaSmart, Fossil, Inc., Garmin, Group Sense PDA (Xplore), Kyocera, PiTech, Sony, y Symbol. PalmSource también desarrolla varios programas para Palm OS, y a 7 de marzo de 2009 el sitio web PalmGear (una de las principales fuentes de soft para Palm OS) dice ofrecer 32.290 títulos diferentes. Software para Palm OS puede también obtenerse de CNET, PalmSource, Handango y Tucows.
PalmSource es también propietaria de BeOS, que adquirió a Be Inc. en 2001.

## Historia
En enero de 2002, Palm, Inc. crea una filial para desarrollar y licenciar Palm OS, a la que llama PalmSource en febrero. En octubre de 2003, PalmSource pasa a ser una compañía independiente mientras que Palm pasa a llamarse palmOne. palmOne y PalmSource crean un holding al 50% al que transfieren la marca registrada Palm.
En enero de 2004, PalmSource anuncia la versión 6 de Palm OS llamado Palm OS Cobalt. Sin embargo, no obtiener el apoyo de los licenciatarios de hardware. En diciembre de 2004, PalmSource compra China MobileSoft, compañía de software que ofrece un Linux para dispositivos móviles. Como resultado, PalmSource anunció que extendería Palm OS para que se ejecute en la parte superior de la arquitectura Linux.
En mayo de 2005, palmOne compra la participación de PalmSource en la marca Palm y dos meses más tarde vuelve a llamarse Palm, Inc. Como parte del acuerdo, palmOne concede ciertos derechos sobre la marca comercial Palm a PalmSource mediante una licencia transitoria de cuatro años.
En septiembre de 2005, la compañía japonesa Access Co., especializada en comunicaciones móviles y tecnologías de navegador web embebido, incluyendo NetFront, compra PalmSource por 324 millones de dólares. En octubre de 2006, PalmSource anuncia que cambia su nombre a ACCESS, para tener el mismo nombre que su casa matriz.

## Desarrollos
Desde la versión 5 en adelante PalmSource desarrolla PalmOS para procesadores ARM en vez de los Motorola Dragonball basados en la arquitectura CISC del motorola 68k.
Pese a haber sacado las versiones de Palm OS 6.0 y 6.1 en 2004 y ser Cobalt una versión orientada preferentemente a Smartphones, a diciembre de 2008 ninguna PDA ni smatphone lleva PalmOS 6.
También se trabaja sobre una versión de PalmOS que funcione sobre un núcleo Linux, este sería presuntamente llamado PalmOS Rome y según PalmSource, convivirá con el PalmOS Cobalt (hoy prácticamente descatalogado por la empresa) y con el PalmOS Garnet (5.4). Tras lo compra de PalmSource por Access se habla de ALP Access Linux Platform